# Wabi-sabi
Wabi-sabi (jap. 侘寂, わび・さび, 侘び・寂び) – jeden z estetycznych zmysłów Japonii, sztuka odnajdywania piękna w niedoskonałości, w rzeczach prostych i skromnych, opiewanie piękna normalności i autentyczności, mądrość naturalnej prostoty i wyzwolenie od uprzedzeń, surowy spokój, elegancka prostota.

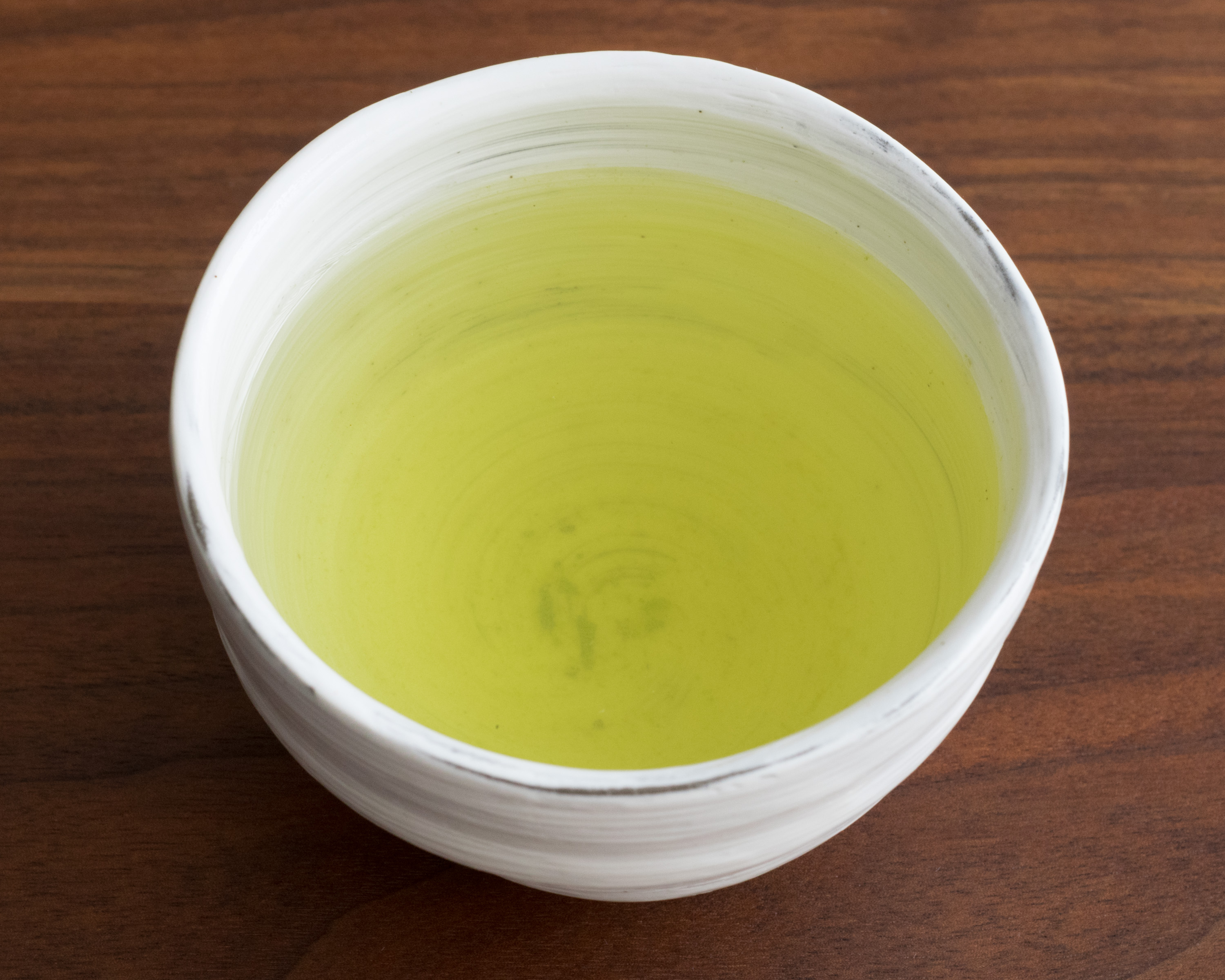
Sencha z pierwszych zbiorów 2018 r., uprawiana w Uji, podana we współczesnej, białej chawan ceramicznej, wykonanej w stylu wabi-sabi

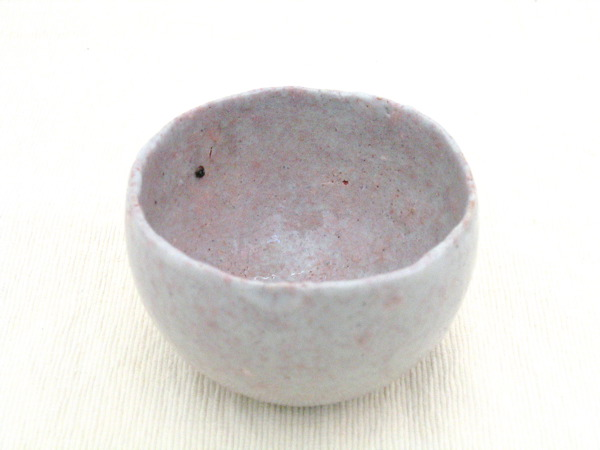
Współczesna czarka wabi-sabi do herbaty

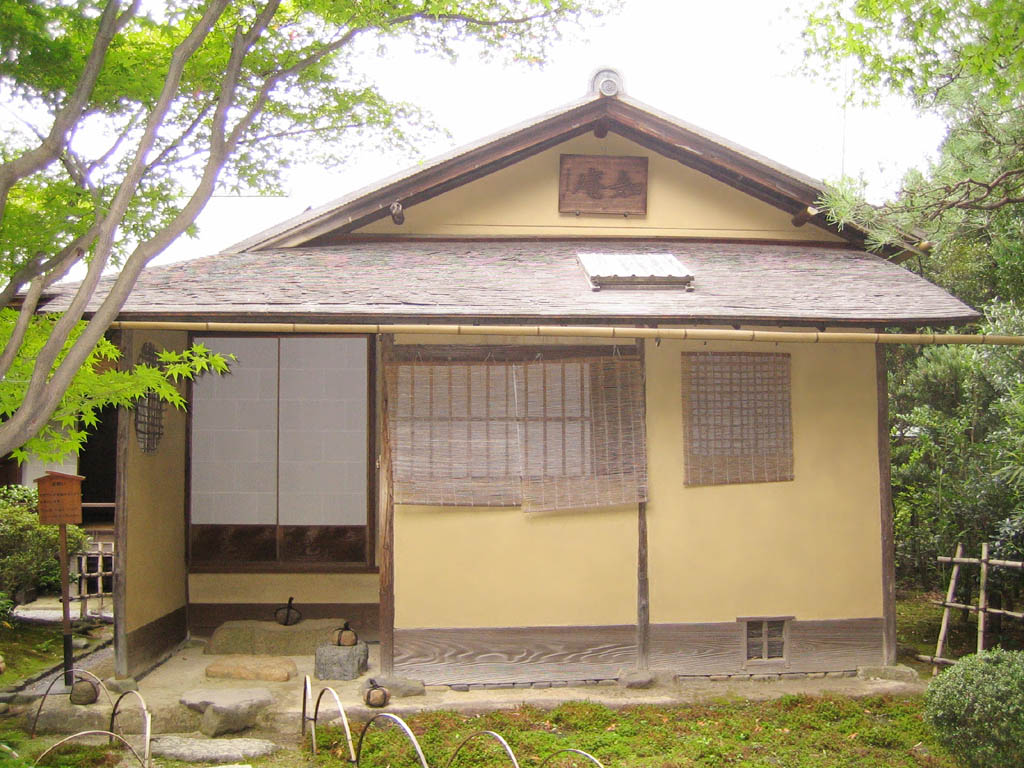
Pawilon ceremonii herbacianych Jō-an w parku Urakuen, w Inuyama, prefektura Aichi

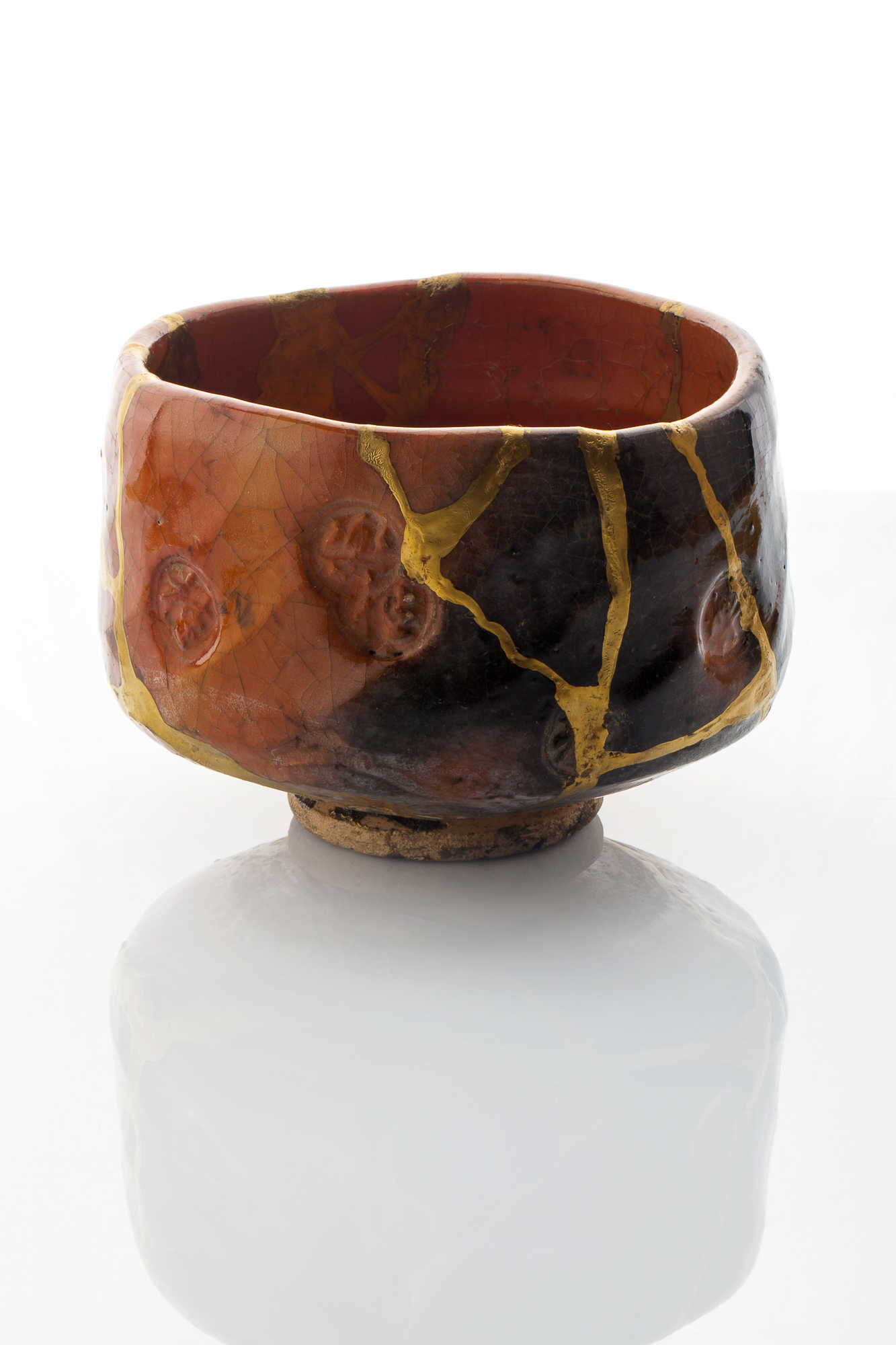
Miseczka zreperowana techniką kintsugi, mieszanki laki i złotego proszku (naprawa rozbitych przedmiotów może czynić je lepszymi i piękniejszymi niż gdy były nowe)

Świadomość, która odnosi się do piękna możliwości odczuwania głębi i bogactwa natury pośród spokoju. W dziedzinie estetyki może być używana w wąskim znaczeniu i postrzegana jako „charakter estetyczny” oraz w szerokim znaczeniu jako „pojęcie idealne”. Opiera się na negatywności, prostocie i wyciszeniu. 
Pierwotnie wabi i sabi miały różne znaczenia, ale obecnie zlały się w jedno, zapisywane wabi-sabi, oznaczające piękno odnajdywane w spokojnej prostocie i ascetycznym wyrafinowaniu. Mówi się, że jest to centralna ideologia kultury japońskiej. 

## Wabi
Wabi to estetyczna i moralna zasada opowiadająca się za spokojnym życiem wolnym od ziemskich trosk. Wywodzi się od średniowiecznej tradycji eremitów, podkreślającej prosty, surowy typ piękna i pogodny, transcendentalny nastrój. Jest to centralna koncepcja w estetyce ceremonii herbacianej, widoczna również w niektórych: waka (yamato-uta), renga (wczesna forma poezji, wersy wiązane, forma poematu łańcuchowego) i haiku. 
Słowo wabi wywodzi się od czasownika wabu/wabiru (pokutować, tęsknić w samotności) i przymiotnika wabishii (samotny, lichy, niewygodny, smutny). W przeszłości odnosiło się do człowieka, który popadł w niekorzystną sytuację, a także do trudnych, skromnych, surowych warunków życia w samotności. 
Jednakże ascetyczni intelektualiści z okresów Kamakura (1185–1333) i Muromachi-Ashikaga (1333–1573) rozwinęli tę zasadę w pozytywną koncepcję, czyniąc ubóstwo i samotność synonimami wyzwolenia od materialnych i emocjonalnych zmartwień oraz zmieniając brak widocznego piękna w nowe i wyższe piękno.

### Cha-no-yu
Te nowe konotacje wabi były kultywowane zwłaszcza przez mistrzów ceremonii herbacianej (chanoyu, chadō, sadō), jak: Jukō Murata (Shukō Murata; 1423–1502) i Sen no Rikyū (1522–1591), którzy starali się podnieść rangę swojej sztuki poprzez powiązanie jej z duchem zen i podkreślali znaczenie poszukiwania bogactwa w ubóstwie i piękna w prostocie życia, wyrażanych w ceremonii wabi-cha („herbata niedostatku”), przeprowadzanej w skromnym pawilonie i z wykorzystaniem prostych czarek (chawan) i innymi utensyliami. Mottem tej formy ceremonii jest: wa-kei-sei-jaku („harmonia, szacunek, czystość i spokój”).

## Sabi
Sabi odnosiło się pierwotnie do zastarzałego, opuszczonego, odludnego otoczenia. Nowego znaczenia nabrało w średniowieczu poprzez interpretację, iż takie otoczenie i warunki mogą prowadzić do osiągnięcia wewnętrznego spokoju. Sabi stało się terminem artystycznym, oznaczającym piękno pokryte patyną czasu. W średniowiecznej poezji japońskiej waka i renga sugerowały starość, samotność, rezygnację i spokój. W ceremonii herbacianej sabi oznaczało gustowanie w samotności i odosobnieniu. Było podstawową zasadą estetyczną stylu i formy haikai, przyjętą przez poetę Bashō Matsuo (1644–1694) i jego szkołę. Współcześnie jest tłumaczone jako elegancka, spokojna prostota.
Ascetyczni intelektualiści okresów: Kamakura (1185–1333) i Muromachi-Ashikaga (1333–1568) zamienili te pojęcia w pozytywną koncepcję wyzwolenia od materialnych i emocjonalnych obaw. „Powierzchowne”, zewnętrzne problemy powinny być interpretowane pozytywnie jako stanowiące wewnętrzne piękno.
W okresie Azuchi-Momoyama (1573–1603) mistrzowie herbaty, jak Sen no Rikyū, przekształcili tę koncepcję w ideę służącą i ściśle związaną z ceremonią herbacianą. Uznali, że prawdziwe, wyrafinowane piękno istnieje w prostocie. Bogaci kupcy, wiodąc dostatnie życie w swoich ekstrawaganckich domostwach wypełnionych pozłacanymi wzorami, w autonomicznym mieście Sakai, wspierali rozwój zaawansowanych form kultury. Przekonali się jednak do niezwykle prostej ceremonii organizowanej w maleńkich pomieszczeniach pozbawionych wszelkich ozdób i zbędnych sprzętów. Zaakceptowali ideę mistrza Rikyū, zmieniającą ceremonię picia herbaty w prostą, ascetyczną formę nazwaną wabi-cha. Znaleźli w niej atmosferę najwyższego, ostatecznego luksusu i najbardziej kreatywną formę sztuki.
Toshinari Fujiwara (Shunzei Fujiwara, 1114–1204), był pierwszym poetą, który użył czasownika sabu (związanego z sabi), podkreślając w swojej krytyce literackiej konotacje samotności i pustki. U późniejszych artystów, jak: Motokiyo Zeami (1363–1443), Shinkei (1406–1475), Zenchiku Konparu (1405–1468), implikacje sabi koncentrowały się tak bardzo na pustce, że wyłaniające się piękno wydawało się niemal zimne. Odrzucenie tej estetyki było kosmicznym poglądem średniowiecznych buddystów, którzy uznali egzystencjalną samotność wszystkich ludzi i próbowali pogodzić się z samotnością, a nawet znaleźć w niej piękno.